# La Estrella de Chiloé
La Estrella de Chiloé es un periódico chileno, de carácter local, editado en la ciudad de Castro, en la Isla Grande de Chiloé. Es miembro por la Sociedad Periodística Araucanía S.A., perteneciente al Grupo de Diarios Regionales de El Mercurio. Aunque el diario es editado en Chiloé, los ejemplares son impresos en los talleres de la Sociedad Periodística Araucanía en Temuco.
Al igual que los demás periódicos pertenecientes a El Mercurio, La Estrella de Chiloé es miembro de la Asociación Nacional de la Prensa y la Asociación Interamericana de Prensa.

## Historia
Su primera edición fue publicada el 2 de julio de 2004, y en la actualidad cubre informaciones de toda la isla de Chiloé, poniendo énfasis en sus ciudades más grandes, especialmente Ancud y Castro. Su creación surge tras la necesidad de los propios habitantes de la provincia de Chiloé de contar con un medio escrito que informara de los acontecimientos locales.
En 2008 La Estrella de Chiloé inicia su incursión en la radio con la creación de la señal local de Positiva FM en Castro.
Su logotipo es un sacho (un tipo de ancla tradicional en Chiloé), puesto de modo que se asemeje a una estrella de cinco puntas.